# Hoxeler Viadukt
Der Hoxeler Viadukt ist eine Eisenbahnbrücke auf der Hunsrückquerbahn unweit des Hoxeler Bahnhofs. Trotz des Namens steht der Viadukt nicht auf Hoxeler Boden, sondern auf dem Gebiet des Morbacher Ortsteils Morscheid-Riedenburg und wird im Volksmund auch Ennisch-Breck genannt. Dieser Name ist jedoch nicht geklärt. Ferner wird in einigen Quellen der Name „Hunsrückbahnviadukt“ verwendet.
Die Brücke ist ca. 160 m lang und 42 m hoch.  Sie hat insgesamt 8 Bogenöffnungen, die je 16 m breit sind. Die Bauzeit dauerte von 1900 bis 1903. Beim Bau der Brücke waren unter anderem Arbeiter aus Italien, Polen und Österreich beteiligt. Im Verlauf der Brücke befindet sich genau bei km 87 eine Linkskurve. Die Brücke gilt als eine der schönsten Eisenbahnbauten im Hunsrück.
Kurz vor dem Tunnel am westlichen Ende des Viaduktes befand sich eine Tunnelwache. Nur wenige Kilometer nach dem Tunnel folgt auf der Strecke der Deuselbacher Viadukt.
Während des Zweiten Weltkriegs war die Brücke mehrmals Ziel zahlreicher Fliegerangriffe. Davon zeugen etliche Bombentrichter, die heute zu Biotopen geworden sind. Am 25. Dezember 1944 wurde die Brücke so stark beschädigt, dass sie nicht mehr befahrbar war. Im Januar 1945 wurde sie behelfsmäßig wiederhergestellt, aber nur wenige Wochen später durch deutsche Truppen wieder zerstört, um die Alliierten aufzuhalten. Bereits im Frühjahr 1946 war die Brücke zeitweise wieder befahrbar. Nach der Wiederherstellung des zerstörten Viadukts konnte es am 3. August 1950 dem Eisenbahnbetrieb übergeben werden. Bei den Bauarbeiten zur Wiederinstandsetzung verunglückte ein Bauarbeiter aus Hoxel tödlich. Ein ähnlich tragisches Vorkommnis ereignete sich bei der Instandsetzung des ebenfalls kriegszerstörten Deuselbacher Viadukts. Bei der Wiedereröffnungsfahrt am 3. August 1950 war der damalige rheinland-pfälzische Ministerpräsident Peter Altmeier an Bord des Zuges.
Der letzte reguläre Personenzug überquerte die Brücke am 29. Mai 1976. Danach fanden nur noch Güterzugverkehr und Sonderfahrten statt. Seit den 1990er Jahren fahren keine Züge mehr über die Brücke. Seit der Stilllegung dieses Abschnitts der Hunsrückquerbahn zwischen Hermeskeil und Morbach findet der Viadukt kaum noch Beachtung. In Zukunft soll die Brücke touristisch besser genutzt werden, jedoch fehlen für Wiederinbetriebnahme und Werbung die Fördermittel. Immerhin führt jedoch der Saar-Hunsrück-Steig auf der Etappe Börfink-Morbach am Hoxeler Viadukt vorbei.
Im Rahmen der Arbeiten zur Wiederinbetriebnahme der Bahnlinie wurde im Februar 2025 mit der bautechnischen Untersuchung des Hoxeler Viadukts begonnen.